# Икономичност
Икономичността според легалната дефиниция в българското законодателство (ДР от ЗСП) е придобиването с най-малки разходи на необходимите ресурси за осъществяване на дейността при спазване на изискванията за качество на ресурсите (фондовете).